# Reinhard Holubek
Reinhard Holubek (* 27. Juli 1931 in Kreuzburg in Oberschlesien; † 12. Februar 2016) war ein deutscher Diplomat.

## Leben
Reinhard Holubek machte 1952 sein Abitur. Nach einer kaufmännischen Lehre im Außenhandel von 1952 bis 1954 besuchte er die höhere Handelsschule. Von 1954 bis 1957 studierte er Rechtswissenschaften sowie Wirtschaftswissenschaften und absolvierte 1958 sein erstes juristisches Staatsexamen im Seminar für Staatsphilosophie und Rechtspolitik der Universität zu Köln, 1960 wurde er zum Dr. iur. promoviert.
1960 trat Holubek in den auswärtigen Dienst. Von 1961 bis 1963 war er an der Botschaft in Madrid, von 1963 bis 1966 an der Botschaft in Mogadischu und von 1966 bis 1969 an der Botschaft in Montevideo akkreditiert. Er war Botschafter der Bundesrepublik Deutschland in Bangui, Zentralafrikanische Republik (1972–1973), in Ulaanbaatar, Mongolei (1990–1994) sowie in Riga, Lettland (1994–1996).

## Veröffentlichung
- Allgemeine Staatslehre als empirische Wissenschaft. Eine Untersuchung am Beispiel von Georg Jellinek. 1961.